# 仏陀寺古墳
仏陀寺古墳（ぶっだじこふん）は、大阪府南河内郡太子町山田にある古墳。磯長谷古墳群を構成する古墳の1つ。大阪府指定史跡に指定されている。

## 概要

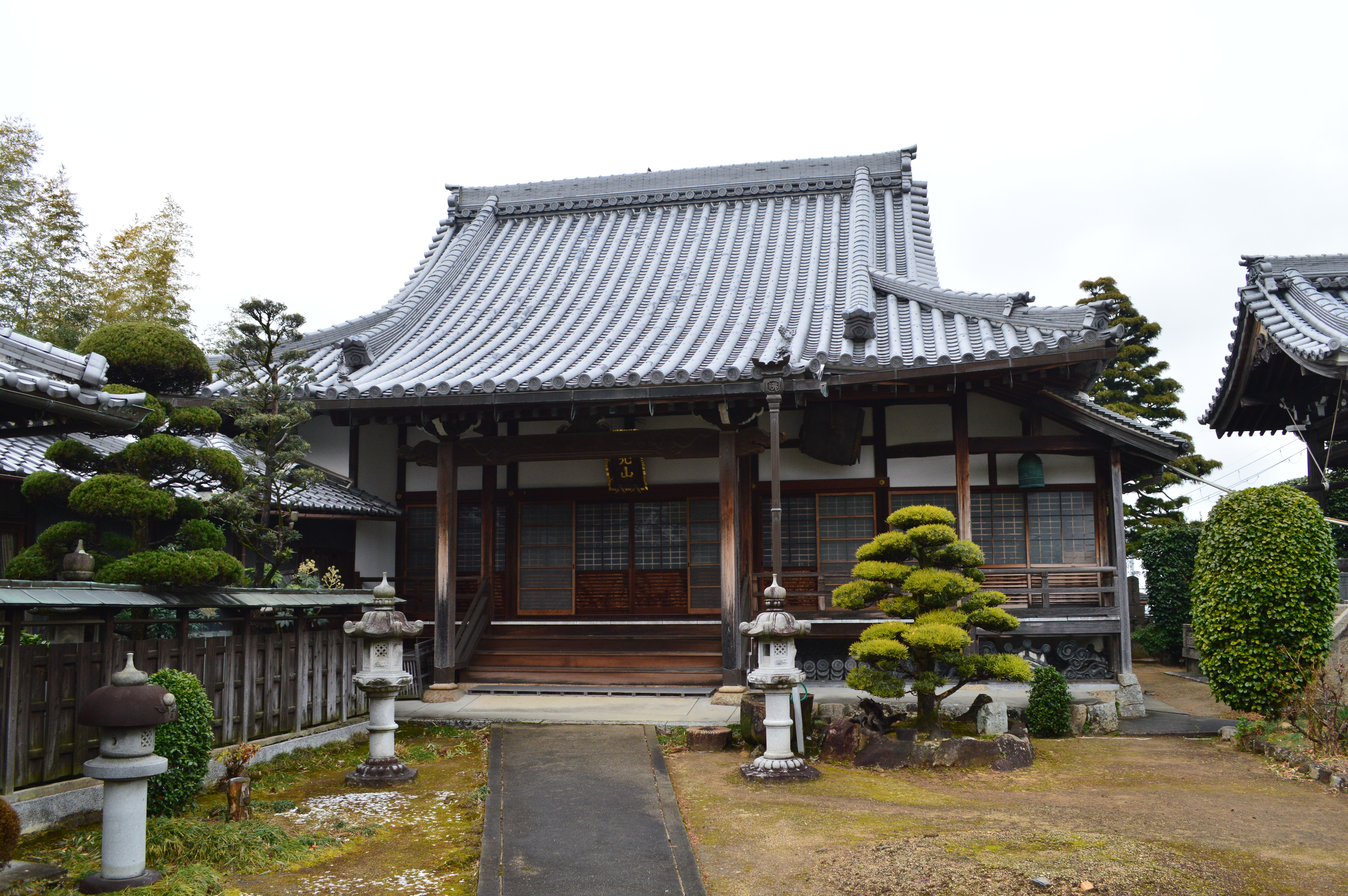
仏陀寺

大阪府南東部、二上山山麓の磯長谷において、尾根南斜面に築造された古墳である。現在は仏陀寺境内に位置する。これまでに発掘調査は実施されていない。
墳形は不明で、現在は長さ9.28メートル・幅6.4メートル・高さ0.9メートルの墳丘盛土が遺存する。埋葬施設は横口式石槨で、石槨主軸を南北方向として南方向に開口する。石槨は長さ2.19メートル・幅1.2メートル・内法長1.92メートルを測る。凝灰岩の巨石を刳り抜いた家形石棺状の石棺式石室であり、南側小口面には幅0.77メートルの入り口が穿たれ、扉石がはめられる。大正年間に整地が行われた際に周囲から同心円文の叩き痕を持つ須恵質の塼が出土したことから、石槨周囲に塼が積み上げられていたと推測される。副葬品は詳らかでない。
築造時期は、古墳時代終末期の7世紀中葉頃と推定される。被葬者は明らかでないが、伝承では蘇我倉山田石川麻呂（649年死去）の墓とされる。
古墳域は1972年（昭和47年）に大阪府指定史跡に指定されている。なお、付近では松井塚古墳（石槨は太子・和みの広場に移築）の所在が知られる。

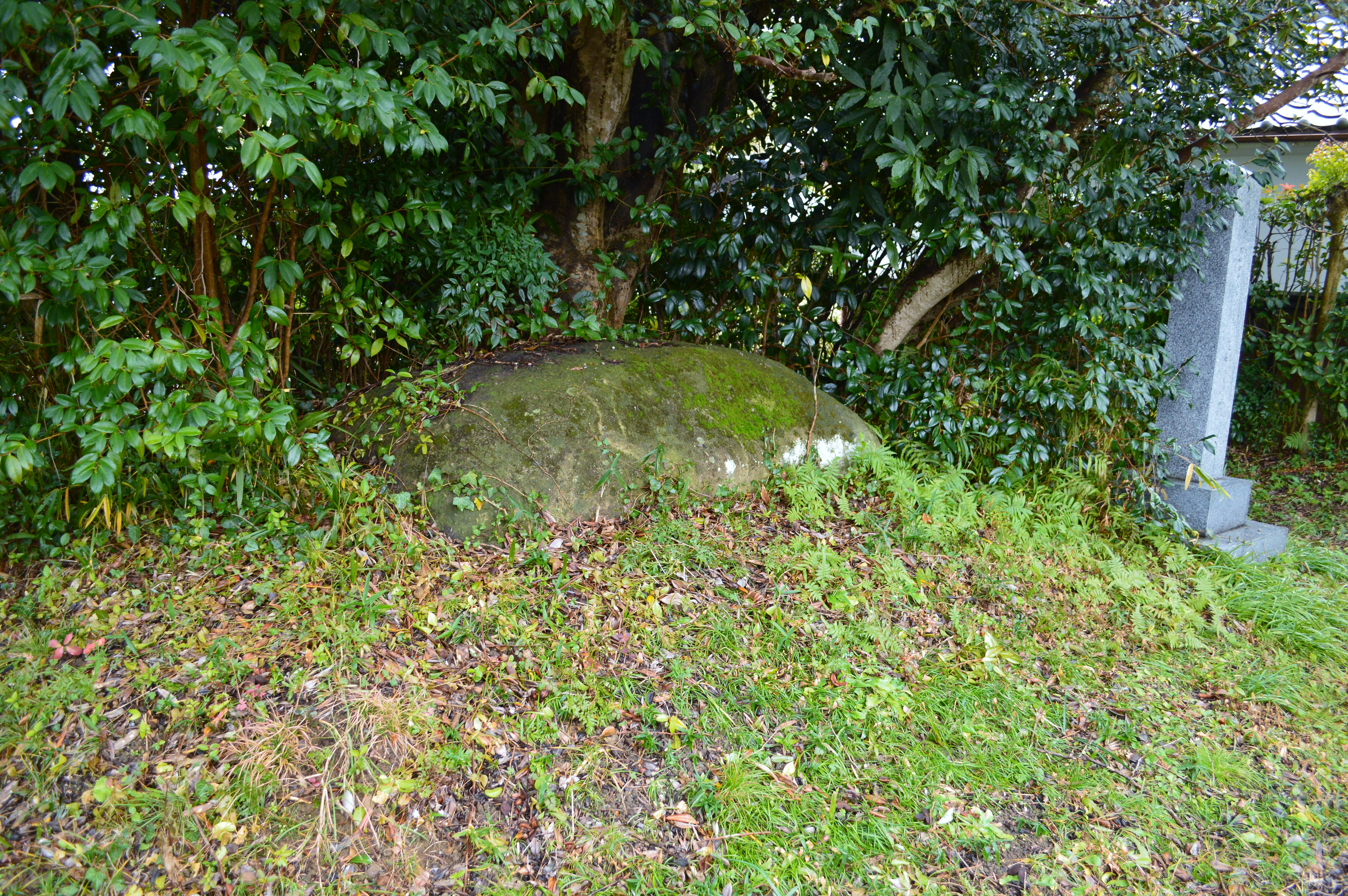
石槨部
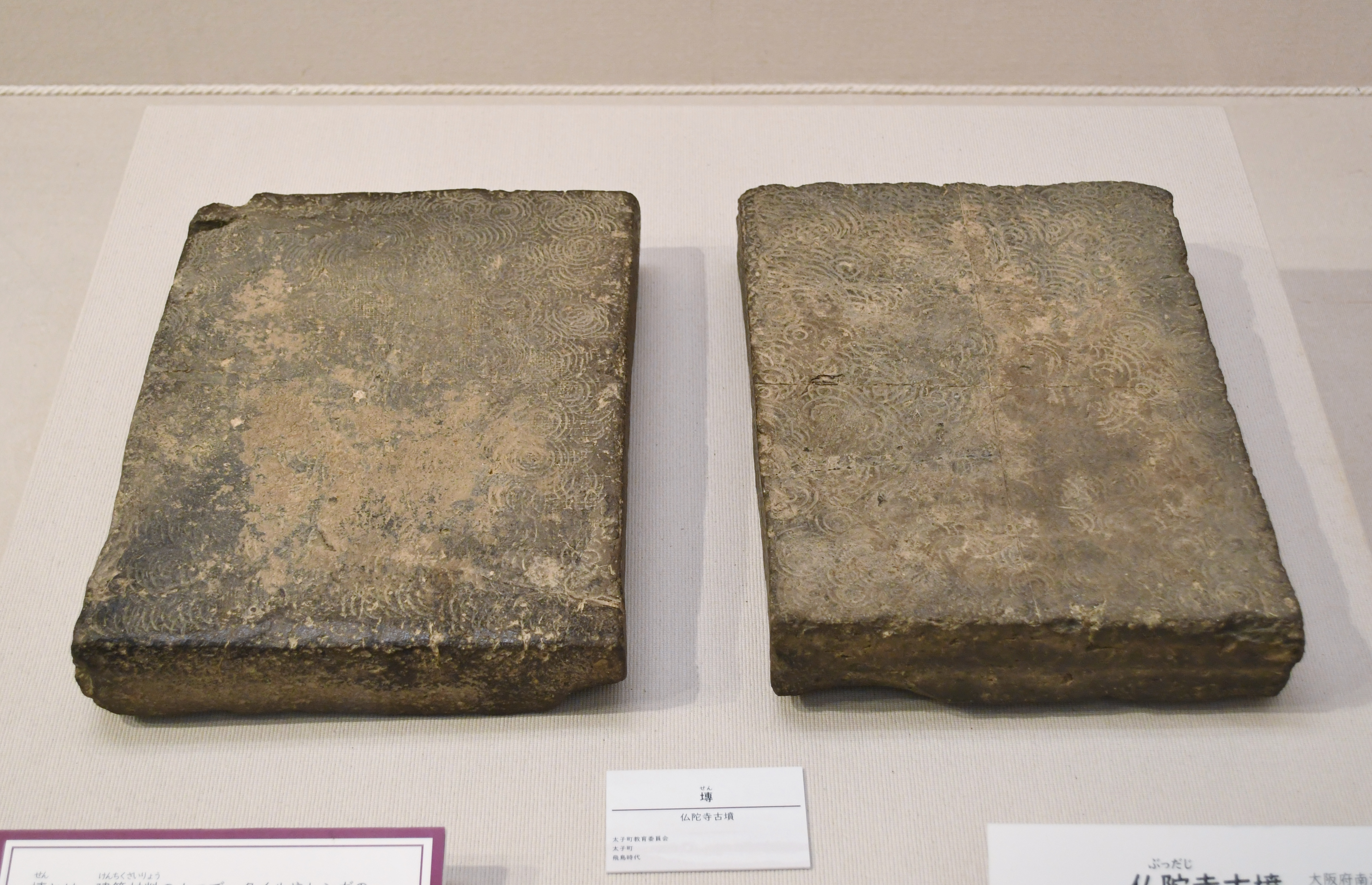
塼 和歌山県立紀伊風土記の丘企画展示時に撮影。

## 文化財

### 大阪府指定文化財
- 史跡
  - 仏陀寺古墳 - 1972年（昭和47年）3月31日指定[3]。